# Tremometr
Tremometr (ang. tremometer) – przyrząd pomiarowy w ergonomii służący do badania tremoru, czyli mimowolnych, rytmicznych, drobnych ruchów całego ciała lub jego części. Poprzez pomiary precyzji ruchów, ruchów dowolnych ręki i koordynacji wzrokowo-ruchowej pozwala na ocenę sprawności układu nerwowego. Badanie tremometrem jest jednym z badań zdolności psychomotorycznych człowieka.